# جيمس فنتون (كاتب)
جيمس فنتون (بالإنجليزية: James Fenton)‏ هو كاتب بريطاني، ولد في 5 يونيو 1931.